# Swartzieae
Swartzieae je tribus (seskupení rodů) čeledi bobovité dvouděložných rostlin. Zahrnuje více než 250 druhů v 17 rodech a je rozšířen v tropické Americe a Africe. Zástupci tribu jsou dřeviny se zpeřenými nebo jednoduchými listy a květy se zvláštní stavbou. Mnohé druhy jsou těženy pro dřevo, některé jsou pěstovány v tropech jako okrasné rostliny nebo mají jedlé plody.

## Popis
Zástupci tribu Swartzieae jsou stromy nebo řidčeji keře (zcela výjimečně liány) s lichozpeřenými nebo sudozpeřenými, jednoduchými či jednolistými střídavými listy. Palisty jsou mohou být vytrvalé nebo chybějí či jsou nezřetelné. Lístky složených listů jsou střídavé nebo vstřícné. Květy jsou uspořádány v úžlabních či vrcholových hroznech nebo latách, řidčeji v květenstvích tvořených svazečky. U některých zástupců vyrůstají květenství z kmene či straších větví (kauliflorie). Květy mohou být poměrně velké a nápadné i drobné a bezkorunné. Kalich je pravidelný nebo dvoustranně souměrný, v poupěti celistvý a v průběhu otevírání květu pukající na 1 až 5 více či méně nesouměrných částí. Koruna je dvoustranně souměrná, tvořená 1 až 6 korunními lístky nebo zcela chybí. Korunní lístky jsou na bázi nehetnaté nebo přisedlé. Tyčinek je 7 až mnoho a jsou volné. Semeník je stopkatý až přisedlý a obsahuje 2 až mnoho vajíček. Plodem je pukavý či nepukavý, tenký až dřevnatý lusk nebo jsou plody nepukavé a uvnitř dužnaté, připomínající peckovici (Cordyla, Zollernia). Semena jsou křídlatá nebo bezkřídlá, u některých druhů s míškem.

## Rozšíření
Tribus Swartzieae zahrnuje 17 rodů a asi 258 druhů. Největší rody jsou dvouřadka (Swartzia, asi 180 druhů), Ateleia (20) a Aldina (14 druhů). Tribus je rozšířen v Americe od Mexika po Argentinu a v Karibiku, v tropické Africe a na Madagaskaru. V Africe rostou rody
Baphiopsis, Bobgunnia, Cordyla a Mildbraediodendron, ostatní jsou neotropické. Na Madagaskar přesahuje z Afriky pouze rod Cordyla.

## Taxonomie
Zástupci tribu Swartzieae se stavbou květů vymykají ostatním bobovitým a jejich květy nemají charakteristický motýlovitý vzhled. Mezi význačné morfologické znaky náleží kalich, který je v poupěti celistvý a puká na nepravidelné díly až v průběhu otevírání květu, dále pomnožené tyčinky a redukovaná koruna, která je často tvořena jediným korunním lístkem.
Tribus vykazuje přechodné znaky mezi podčeleděmi Faboideae a Caesalpinioideae (respektive mezi čeleděmi bobovité s.str. a sapanovité) a v minulosti byl přesouván tam a zpět, případně mu byla vyčleněna zvláštní, 4. podčeleď bobovitých.
Výsledky molekulárních, anatomických a morfologických studií naznačují, že tento tribus v současném pojetí není monofyletický a že někteří zástupci jsou více příbuzní tribům Sophoreae, Dipterygeae and Dalbergieae než ostatním rodům tribu. Výzkum však není dokončen.
Rody Ateleia, Cyathostegia a Trischidium byly v minulosti řazeny do tribu Sophoreae. Rod Bobgunnia byl popsán v roce 1997 a byly sem přeřazeny jediné 2 africké druhy z rodu Swartzia.

## Zajímavosti
Druh Bobgunnia madagascariensis se navzdory názvu na Madagaskaru vůbec nevyskytuje a pochází z tropické Afriky.

## Zástupci
- dvouřadka (Swartzia)

## Význam

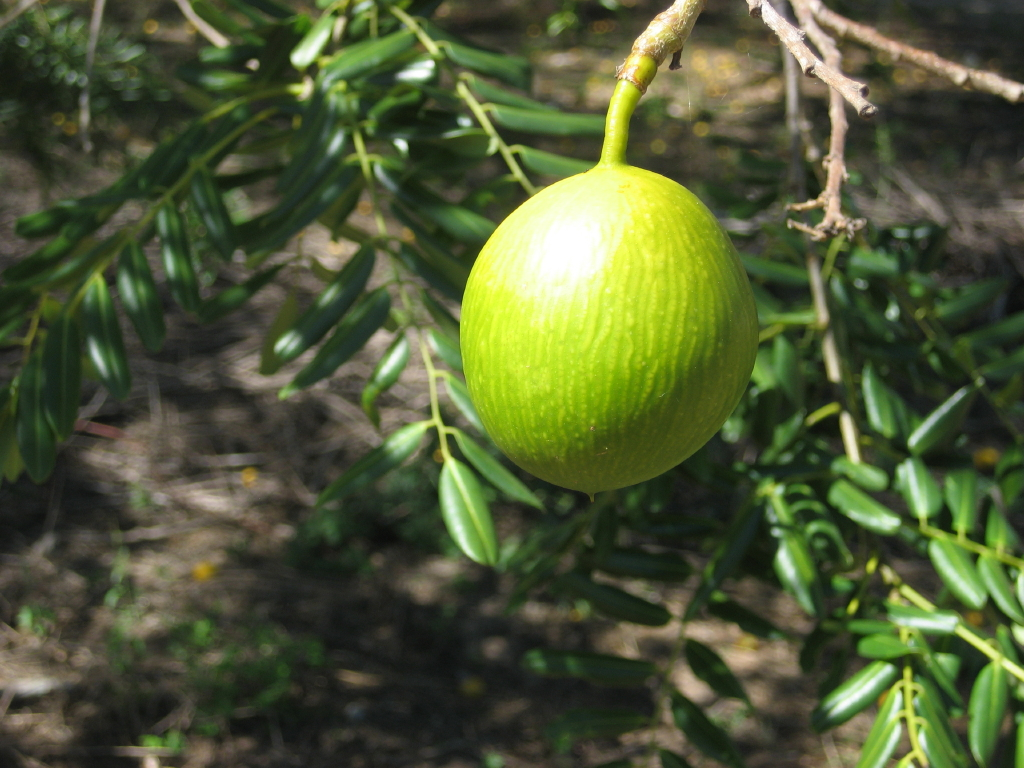
Plod Cordyla africana

Mnohé druhy tohoto tribu jsou těženy pro dřevo, v tropické Americe zejména Aldina heterophylla, Amburana cearensis, Bocoa, Exostyles, Holocalyx balansae, Swartzia aj., v Africe Bobgunnia a Mildbraediodendron excelsum. Některé druhy mají využití v medicíně nebo jsou v tropech pěstovány jako okrasné dřeviny. Africký druh Cordyla africana má jedlé plody.

## Přehled rodů
Aldina, Amburana, Ateleia, Baphiopsis, Bobgunnia, Bocoa, Candolleodendron, Cordyla, Cyathostegia, Exostyles, Harleyodendron, Holocalyx, Lecointea, Mildbraediodendron, Swartzia, Trischidium, Zollernia